# Стерлигов, Василий Дмитриевич
Васи́лий Дми́триевич Сте́рлигов (1924—1974) — младший сержант Рабоче-крестьянской Красной Армии, участник Великой Отечественной войны, Герой Советского Союза (1946).

## Биография
Василий Стерлигов родился 2 августа 1924 года в селе Горелка (ныне — Борисоглебский городской округ Воронежской области). После окончания семи классов школы работал в колхозе. В августе 1942 года Стерлигов был призван на службу в Рабоче-крестьянскую Красную Армию. С ноября того же года — на фронтах Великой Отечественной войны.
К апрелю 1945 года младший сержант Василий Стерлигов командовал отделением 1008-го стрелкового полка (266-я стрелковая дивизия, 26-й гвардейский стрелковый корпус, 5-я ударная армия, 1-й Белорусский фронт). Отличился во время Берлинской операции. 17 апреля 1945 года отделение Стерлигова переправилось через реку Альте Одер в районе населённого пункта Ной-Харденберг и приняло активное участие в боях за захват и удержание плацдарма на её берегу. 23 апреля 1945 года во главе своего отделения Стерлигов одним из первых ворвался на окраину Берлина. Активно участвовал в боях на улицах германской столицы, в критический момент боя заменил собой выбывшего из строя командира взвода. 27 апреля 1945 года лично подорвал гранатами три пулемётные точки противника.
Указом Президиума Верховного Совета СССР от 15 мая 1946 года за «мужество и героизм, проявленные в Берлинской операции», младший сержант Василий Стерлигов был удостоен высокого звания Героя Советского Союза с вручением ордена Ленина и медали «Золотая Звезда» за номером 9126.
После окончания войны Стерлигов был демобилизован. Проживал и работал сначала на родине, затем на станции Байчурово Поворинского района Воронежской области. После окончания Воронежского торгового техникума работал в райпотребсоюзе. Скоропостижно умер 27 октября 1973 года.
Был также награждён орденом Красной Звезды и рядом медалей.